# Мушкатирович, Йован
Йован Мушкатирович (серб. Jovan Muškatirović; 1743, Сента — 1809, Буда либо Пешт) — австрийский сербский юрист, педагог, фольклорист и научный писатель.
Родился на территории австрийской Военной границы. С 1764 по 1766 год обучался в протестантском лицее в Братиславе, затем к 1769 году получил юридическое образование в Пештском университете. В 1773 году стал первым адвокатом-сербом в Австрийской империи. Находился под влиянием идей Просвещения, выступал за развитие образования среди австрийских сербов и за борьбу с суевериями. Впоследствии был членом городского совета Пешта, писал на немецком, венгерском, румынском, сербском и латыни, а также на старославянском.
Наиболее известен как составитель собрания сербских пословиц (изд. в Будине, 1807 год), переизданных Добровским в «Слованке» (том II, 67—94, Прага, 1815 год, с немецким переводом и филологическими примечаниями). Ему принадлежат, кроме того, «Краткое размышление о праздници» (Вена, 1786) и «Рассуждение о постах восточные церкве» (Вена, 1794).